# Hymenostylium vernicosum
Hymenostylium vernicosum là một loài rêu trong họ Pottiaceae. Loài này được (Hook. ex Harv.) Mitt. mô tả khoa học đầu tiên năm 1859.